# Ron Williams
Ronald Robert Williams, detto Ron (Weirton, 24 settembre 1944 – San Jose, 4 aprile 2004), è stato un cestista e allenatore di pallacanestro statunitense, professionista nella NBA.

## Carriera
Venne selezionato dai San Francisco Warriors al primo giro del Draft NBA 1968 (9ª scelta assoluta).